# Zonsverduistering van 20 april 2061

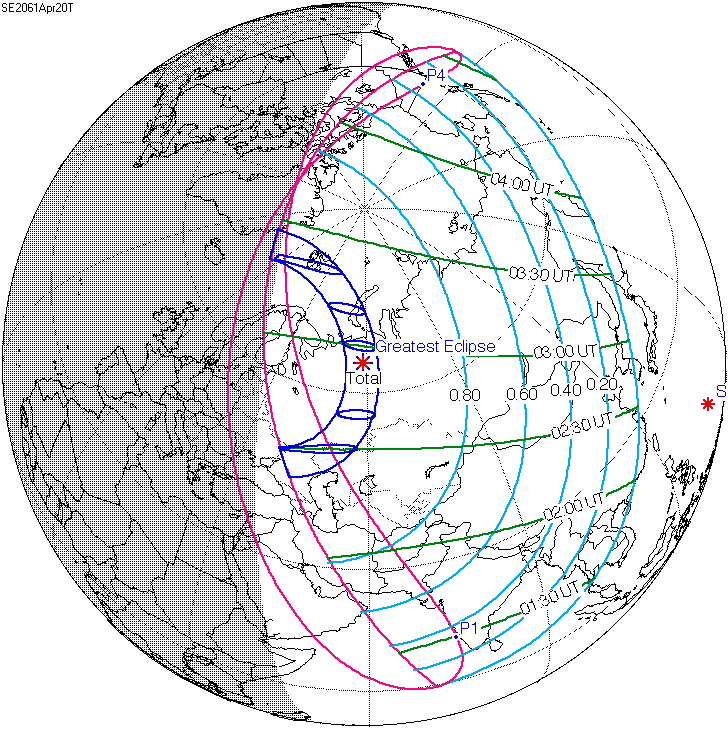
De totale zonsverduistering vindt plaats tussen de blauwe lijnen.

De totale zonsverduistering van 20 april 2061 zal achtereenvolgens te zien zijn in de volgende vier landen: Oekraïne, Kazachstan, Rusland en Noorwegen (Spitsbergen).

## Lengte

### Maximaal
Het punt met maximale totaliteit ligt in Rusland tussen de plaatsen Ust-Shchuger en Saranpaul en duurt 2m37,4s.

### Limieten
| Fenomeen                    | Code | Tijdstip UTC |
| --------------------------- | ---- | ------------ |
| Eerste contact bijschaduw   | P1   | 00:50:33.7   |
| Eerste contact kernschaduw  | U1   | 02:21:48.2   |
| Kernschaduw compleet vanaf  | U2   | 02:30:07.2   |
| Bijschaduw compleet vanaf   | P2   | Niet         |
| Maximum eclips              | GE   | 02:54:49.8   |
| Bijschaduw compleet t/m     | P3   | Niet         |
| Kernschaduw compleet t/m    | U3   | 03:19:00.3   |
| Laatste contact kernschaduw | U4   | 03:27:22.6   |
| Laatste contact bijschaduw  | P4   | 04:58:43.6   |